# Microlicia cuspidifolia
Microlicia cuspidifolia är en tvåhjärtbladig växtart som beskrevs av Carl Friedrich Philipp von Martius och Naud.. Microlicia cuspidifolia ingår i släktet Microlicia och familjen Melastomataceae. Inga underarter finns listade i Catalogue of Life.